# Oddone I di Tolosa
Oddone (IX secolo – 918 circa) è stato un sovrano franco, conte consorte d'Albi dall'865 circa, sino all'878 circa, conte di Rouergue, dall'874 e conte di Tolosa, dall'886 fino alla sua morte.

## Origine
Figlio secondogenito del conte di Quercy, conte di Tolosa e conte di Rouergue, Raimondo I (ca. 820-† ca. 865) e di Berta (come risulta dal documento n° 160 del 3 novembre 862 delle Preuves de l'Histoire Générale de Languedoc, in cui suo padre, il conte di Tolosa, Raimondo I, fece una donazione per l'anima del padre (il nonno di Oddone), Fulcoaldo, la madre (la nonna di Oddone), Senegonda ed il fratello (lo zio di Oddone), Fredelone, in cui nomina la propria moglie (la madre di Oddone) ed i tre figli, Bernardo II, Fulcoaldo e Oddone)), figlia di Remigio e Arsenda (come risulta dal documento n° 203 del 6 aprile 883 delle Preuves de l'Histoire Générale de Languedoc, in cui Berta, assieme ai figli Fulcoaldo e Oddone, fece una donazione per l'anima di suo padre, Remigio, e sua madre, Arsenda il marito Raimondo ed il figlio, Bernardo).

## Biografia
Verso l'860, Oddone sposò Garsenda, la figlia del conte d'Albi, Ermengardo. Dopo la morte di quest'ultimo, senza eredi maschi, verso l'865, la moglie Garsenda divenne contessa e Oddone divenne conte consorte, per cui governò la contea d'Albi.
Dopo la morte del fratello maggiore, Bernardo, nell'874, Oddone divenne conte di Rouergue.
Nell'886, dopo la morte di Bernardo Piede di Velluto, Oddone gli successe nel titolo di conte di Tolosa, come risulta dal documento n° 204 dei quello stesso anno (886) delle Preuves de l'Histoire Générale de Languedoc, in cui il conte Oddone con la moglie, fece uno scambio di proprietà, mentre lasciò il governo della contea d'Albì al figlio Raimondo, già titolare della contea.
Secondo il documento n° X del Cartulaire de l'abbaye de Beaulieu, datato agosto 887, il conte Oddone vendette una proprietà assieme alla moglie Garsenda ed al fratello Ariberto.
Nel 918, molto probabilmente aveva lasciato il governo della contea al figlio, Raimondo, come risulta dal documento CLXIII delle Histoire Générale de Languedoc, datato 16 giugno 918, in cui in una udienza nella diocesi di Carcassonne, Raimondo, col consenso del padre, partecipò come conte e marchese di Tolosa.
Oddone, dopo il 918, non viene più citato in alcun documento, per cui si presume che morì poco tempo dopo e, alla sua morte, lasciò al figlio primogenito, Raimondo, già conte d'Albi, la contea di Tolosa, che già governava, mentre al figlio secondogenito, Ermengardo, lasciò la contea di Rouergue e la contea di Quercy.

## Discendenza
Verso l'860, Oddone aveva sposato la contessa d'Albi, Garsenda (come viene confermato nel documento n° 204 delle Preuves de l'Histoire Générale de Languedoc.Oddone e Garsenda ebbero tre figli:
- Raimondo[3] (?-924), conte di Tolosa e d'Albi
- Ermengardo (?-940), conte di Rouergue, capostipite della dinastia di Tolosa-Rouergue
- Garsinda (?-dopo il 13 maggio 962), che, nell'898, sposò il conte Goffredo II Borrell di Barcellona (ca. 874-911).

## Ascendenza
|                      |         |           | Genitori |  |  | Nonni                |  |  | Bisnonni               |  |
|                      |         |           |          |  |  | Foucault di Rouergue |  |  | Giselberto di Rouergue |  |
|                      |         |           |          |  |  | Foucault di Rouergue |  |  | Giselberto di Rouergue |  |
|                      |         | …         |          |  |  | Foucault di Rouergue |  |  |                        |  |
| Raimondo I di Tolosa |         |           |          |  |  | Foucault di Rouergue |  |  |                        |  |
|                      |         | Senegonda | …        |  |  |                      |  |  |                        |  |
|                      |         | Senegonda | …        |  |  |                      |  |  |                        |  |
|                      |         | Senegonda | …        |  |  |                      |  |  |                        |  |
| Oddone I di Tolosa   |         | Senegonda |          |  |  |                      |  |  |                        |  |
|                      | Remigio | …         |          |  |  |                      |  |  |                        |  |
|                      | Remigio | …         |          |  |  |                      |  |  |                        |  |
|                      | Remigio | …         |          |  |  |                      |  |  |                        |  |
| Berta                | Remigio |           |          |  |  |                      |  |  |                        |  |
|                      |         | Arsenda   | …        |  |  |                      |  |  |                        |  |
|                      |         | Arsenda   | …        |  |  |                      |  |  |                        |  |
|                      |         | Arsenda   | …        |  |  |                      |  |  |                        |  |
|                      |         | Arsenda   |          |  |  |                      |  |  |                        |  |

### Fonti primarie
- (LA)  Preuves de l'Histoire Générale de Languedoc, tome II
- (LA)  Annales Bertiniani
- (LA)  Histoire Générale de Languedoc, tome II
- (LA)  Cartulaire de l'abbaye de Beaulieu

### Letteratura storiografica
- René Poupardin, I regni carolingi (840-918), in «Storia del mondo medievale», vol. II, 1979, pp. 583–635
- (FR)  Histoire Générale de Languedoc, tome II